# Henri Lorry
Pour les articles homonymes, voir Lorry (homonymie).
Œuvres principales
- À temps perdu
- Le Jeu de l'auto

Compléments
Industriel
Henri Lorry est un industriel et homme de lettres français, chansonnier, poète et auteur de pièces de théâtre.

## Biographie
Henri Albert Lorry naît le 29 novembre 1863 à Paris 11e arrondissement). Il est le fils d’un couple de concierges, Marie Catherine Galloy (ou Gallois) et son époux, Pierre Lorry.
Il épouse en mai 1890 à Paris 4e arrondissement) Marie Alexandrine Cretté, couturière, fille d’une domestique et d’un serrurier. Ils auront trois enfants, Pierre Anselme (1891-1960) et Georges (1897-1943), tous deux industriels et Madeleine (1802-1972).
D'abord employé de commerce, Lorry devient ensuite ingénieur et fabricant d'appareils électriques. Il déposera des brevets, par exemple en novembre 1921 pour des relais à signal lumineux. Sa manufacture, située 171, rue du Faubourg-Saint-Antoine à Paris 11e arrondissement), emploie une vingtaine d’employés ; elle est victime d’un incendie en novembre 1922. Elle se spécialise dans la téléphonie privée et les réseaux puis produit également des accessoires pour la TSF.
Parallèlement à sa carrière professionnelle, Henri Lorry conduit une activité artistique. Il est d’abord chansonnier et parolier, comme « Dans ma Gondole ! », une barcarolle napolitaine sur une musique de Camille Robert. Lorry est critique littéraire pour L’Hebdomadaire de Vichy-Ouest, publié à Cusset (Allier).
Lorry est l’auteur de pièces de théâtre en un acte, en vers ou en prose, en particulier une comédie bouffe « Le Jeu de l'auto », représentée en 1912 à l’Éden-Concert à Paris. Cinq de ses textes sont repris en 1929 dans un volume, dont la couverture et un ex-libris sont réalisés par sa belle-fille, Renée Lorry-Wahl (L'Art et l'argent, Faisons des économies, Les Baliveau attendent leur filleul, Le Puits aux Boches, Paulot dit la Teigne).

Son œuvre principale est un recueil de poésie, « À temps perdu », publié chez Joseph Victorion en 1920 et préfacé par Aristide Bruant ; il est réédité en 1930 avec une couverture de Renée Lorry-Wahl. On y trouve des poèmes adressés à un de ses fils :
 
Lorry était chevalier du Mérite agricole, titulaire des Palmes académiques (officier de l’instruction publique) et décoré de la Croix de guerre. Il était membre de la Société des poètes français et adhérent à la Société des gens de lettres.
Henri Lorry meurt le 3 août 1938 à Paris 3e arrondissement), à l’âge de 75 ans. Il est enterré au cimetière parisien du Père-Lachaise, où il est représenté par un médaillon du sculpteur Fr. Tréhin, aux côtés de son père Pierre Lorry (1826-1907) et de son petit-fils, du même nom (1917-1926).

## Œuvres
- Camille Robert (musique) et Henri Lorry (paroles), Dans ma Gondole ! G. Ondet, Paris, 1908
- Lucien Rivaux et Henri Lorry, Le jeu de l'amour, 1912
- Lucien Rivaux et Henri Lorry, Paulot dit la Teigne, pièce en un acte, H. Lorry, 1914
- Henri Lorry, À temps perdu (préface d'Aristide Bruant), J. Victorion, Paris, 1920 (rééd. 1930, impr. Lebois frères, Bar-sur-Aube, 1929)
- Henri Lorry, L'Art et l'Argent, pièce en un acte, H. Lorry, 1929
- Henri Lorry, Faisons des économies, sketch en un acte, 1929
- Henri Lorry, Les Baliveau attendent leur filleul, comédie en un acte, 1929
- Henri Lorry, Le Puits aux Boches, comédie en un acte, 1929
- Henri Lorry, Le Jeu de l'auto, comédie bouffe en un acte, 1929

### Sources
- Annuaire international des lettres et des arts de langue ou de culture française, Paris, 1922
- Annuaire industriel, Paris, 1925-1935
- Annuaire général des lettres, Paris, 1932-1933